# Siligo
Siligo ist ein Dorf im Logudoro in der italienischen Metropolitanstadt Sassari auf Sardinien mit 765 Einwohnern (Stand 31. Dezember 2023).
Die Nachbargemeinden sind Ardara, Banari, Bessude, Bonnanaro, Codrongianos, Florinas, Mores und Ploaghe.

## Sehenswürdigkeiten
- Die Nuraghensiedlung vom Monte Sant’Antonio und die Nuraghe Morette
- Die byzantinische Basilika Nostra Signora di Mesumundu (auch Santa Maria di Bubalis genannt)

## Töchter und Söhne der Gemeinde
- Maria Carta (1934–1994), Schauspielerin und Sängerin
- Gavino Ledda (* 1938), Autor der Autobiographie Padre Padrone (1975)